# Ryuji Saito
Ryuji Saito (født 12. marts 1993) er en japansk fodboldspiller, som spiller for den japanske fodboldklub Kataller Toyama.